# Los inconstantes
Los inconstantes  es una película en blanco y negro de Argentina dirigida por Rodolfo Kuhn sobre su propio guion, estrenada el 12 de septiembre de 1963. Filmada parcialmente en Villa Gesell, tuvo como protagonistas a Elsa Daniel, Gilda Lousek, Luis Medina Castro y Alberto Argibay.

## Sinopsis
Historias sobre un grupo de jóvenes que pasan una semana en un balneario de la costa.

## Reparto
- Elsa Daniel
- Gilda Lousek
- Luis Medina Castro
- Alberto Argibay
- Jorge Rivera López
- Fernando de Soria
- Héctor Pellegrini
- Virginia Lago
- Mónica Sanz
- Salvador Santángelo
- Susana Latou

## Comentarios
Jorge Miguel Couselo en Correo de la Tarde opinó del filme:

”Episodios sin coherencia argumental…descripción pesimista de la juventud de hoy.”

La Nación encontró en la película:

”Madurez formal…los personajes …viven, palpitan, respiran con autenticidad.”

En Tiempo de Cine dijo Antonio Salgado:

”Su convencional desarrollo lo reduce a conversaciones con variables parejas.”

Clarín en nota firmada por J.D. se expresó:

”Se percibe sin embargo, que hay en el film un creador con materia excelsa para el cine.”